# Ryta od Jezusa
Ryta od Jezusa, port. Rita Amada Lopes de Almeida (ur. 5 marca 1848 Casalmedinho, Portugalia, zm. 6 stycznia 1913 tamże) – portugalska zakonnica, założycielka Instytutu Sióstr Jezusa, Maryi i Józefa, błogosławiona Kościoła rzymskokatolickiego.

## Życiorys
Urodziła się 5 marca 1848 r. w Casalmedinho koło Ribafeity. Wychowywała się w czasach, kiedy w Portugalii trwała konfiskata majątków kościelnych, zamykano klasztory oraz nowicjaty zakonne. Pochodziła jednak z religijnej rodziny, gdzie rodzice zaszczepili w swoich dzieciach wartości chrześcijańskie. Ryta pragnęła zostać misjonarką młodzieży oraz rodzin, jednakże w tamtym czasie w kraju panował zakaz przyjmowania do nowicjatu. Powołanie było dużo silniejsze, dlatego też wraz z rodzicami prowadziła w swoim domu działalność apostolską, kierowaną do kobiet, chcących zmienić swoje życie.
W 1877 roku, mając 29 lat, wstąpiła do Zgromadzenia Sióstr Miłosierdzia, jednak tamtejsze charyzmaty nie łączyły się z powołaniem, które czuła. Chciała bowiem poświęcić się opiece nad biednymi i opuszczonymi dziewczętami oraz ich wychowaniu. W tym celu 24 września 1880 roku założyła kolegium dla młodzieży i instytut Sióstr Jezusa, Maryi i Józefa. W 1910 roku po ustanowieniu Republiki Portugalii doszło do prześladowań chrześcijan, wówczas razem ze współsiostrami zabrała dzieci bezpiecznie do rodziców.
Ryta zmarła mając 64 lata w opinii świętości.
20 grudnia 2003 roku papież Jan Paweł II ogłosił ją czcigodną. Została beatyfikowana przez papieża Benedykta XVI w dniu 28 maja 2006 roku.